# Joseph Shatzmiller
Joseph Shatzmiller (* 1936 in Haifa) ist Professor für europäisch-jüdische Geschichte des Mittelalters.
Er studierte an der Hebrew University in Jerusalem. Von 1962 bis 1965 unterrichtete er als Assistent. 1965 absolvierte er seinen M.A. Nach dem Studium in Jerusalem promovierte er 1967 bei Georges Duby in Aix-en-Provence mit dem Werk: Recherches sur la communauté juive de Manosque au Moyen Age.
Von 1967 bis 1972 war er Professor an der Universität Haifa. 1972 wechselte er an die Universität Toronto, an der er 1974 ordentlicher Professor wurde. Er hatte einen Lehrauftrag an der Harvard University (Summer School 1973) und eine Gastprofessur in Nizza (1982–1983) an. Derzeit ist er Professor für Jüdische Geschichte an der Duke University in Durham/North Carolina.
Seine bekanntesten Werke sind: Shylock Reconsidered Jews, Moneylending and Medieval Society und Jews, Medicine an Mediaval Society. Shatzmiller gehört zu den weltweit besten Kennern der Geschichte der Juden im europäischen im Mittelalter.